# Arlesminthurus
Genre
Arlesminthurus est un genre de collemboles de la famille des Bourletiellidae.

## Liste des espèces
Selon Checklist of the Collembola of the World (version du 12 août 2019) :
- Arlesminthurus aueti (Arlé, 1961)
- Arlesminthurus franzkafkai Palacios-Vargas & Cabrera, 2015
- Arlesminthurus richardsi (Arlé, 1971)
- Arlesminthurus salinensis (Arlé, 1971)

## Publication originale
- Bretfeld, 1999 : Synopses on Palaearctic Collembola, Volume 2. Symphypleona. Abhandlungen und Berichte des Naturkundemuseums Görlitz, vol. 71, no 1, p. 1-318.